# Plagiosauroïdeus
Els palgiosauroïdeus (Plagiosauroidea) constitueixen una superfamília d'amfibis temnospòndils que van viure al període Triàsic.